# Greta Vaillant
Greta Vaillant, a volte accreditata anche come Greta Vayan o Gretta Vaillont (Rennes, 1º gennaio 1942 – Roma, 7 aprile 2000), è stata un'attrice e scrittrice francese.

## Biografia
Vaillant ha debuttato nel cinema come attrice principale nel film Balsamus, l'uomo di Satana, film d'esordio nel 1968 del regista Pupi Avati e dell'attore Gianni Cavina. Ha lavorato di nuovo con Avati nel 1976 in Bordella e nel 1977 in Tutti defunti... tranne i morti. È apparsa in numerosi film di genere italiani, principalmente nelle commedie sexy all'italiana.
Nel 1968 affianca Solvi Stubing nei caroselli della Birra Peroni, divenendo poi nel 1971 ella stessa testimonial della Birra Nastro Azzurro.  Nel 1985 è l'attrice protagonista dello spot della Barilla diretto da Federico Fellini.
Nel 2000 Vaillant scrive il suo unico romanzo, Le géant des sable, e muore per un attacco di cuore poche settimane dopo la sua pubblicazione.

## Filmografia

### Cinema
- Balsamus l'uomo di Satana, regia di Pupi Avati (1968)
- Vergogna schifosi, regia di Mauro Severino (1969)
- Homo Eroticus, regia di Marco Vicario (1971)
- Noi donne siamo fatte così, regia di Dino Risi (1971)
- Canterbury n° 2 - Nuove storie d'amore del '300, regia di Roberto Loyola (1973)
- Paolo il caldo, regia di Marco Vicario (1973)
- Sette ore di violenza per una soluzione imprevista, regia di Michele Massimo Tarantini (1974)
- La cognatina, regia di Sergio Bergonzelli (1975)
- La ragazzina parigina (The Daughter of Emanuelle), regia di Jean Luret (1975)
- Bordella, regia di Pupi Avati (1976)
- E tanta paura, regia di Paolo Cavara (1976)
- Tutti possono arricchire tranne i poveri, regia di Mauro Severino (1976)
- Contronatura, regia di Amasi Damiani (1976)
- Tutti defunti... tranne i morti, regia di Pupi Avati (1977)
- La regia è finita, regia di Amasi Damiani (1977)
- Interno di un convento, regia di Walerian Borowczyk (1978)
- Caro papà, regia di Dino Risi (1979)
- Eros Perversion, regia di Ron Wertheim (1979)
- Assisi Underground (The Assisi Underground), regia di Alexander Ramati (1985)
- Sicilian Connection, regia di Tonino Valeri (1987)
- Casa mia, casa mia..., regia di Neri Parenti (1988)
- Fuga dal paradiso, regia di Ettore Pasculli (1990)
- Teste di cocco, regia di Ugo Fabrizio Giordani (2000)

### Televisione
- Una città in fondo alla strada – miniserie TV, puntata 4 (1975)
- Il ritorno di Simon Templar (Return of the Saint) – serie TV, episodio 1x22 (1979)
- Un uomo in trappola – miniserie TV, 4 puntate (1985)
- Due volte vent'anni, regia di Livia Giampalmo – film TV (1994)